# Rosanna Eleanor Leprohon
Pour les articles homonymes, voir Leprohon.
Rosanna Eleanor Leprohon (12 janvier 1829 - 20 septembre 1879), née Rosanna Eleanor Mullins, est une écrivaine et poète canadienne. Elle est « l'une des premières écrivaines canadiennes-anglaises à dépeindre le Canada français d'une manière qui lui a valu les éloges et a abouti à ce que ses romans soient lus par des Canadiens anglophones et francophones ».

## Biographie
Leprohon naît le 12 janvier 1829 à Montréal. Elle est la deuxième fille de Francis et Rosanna Mullins. Son père est un riche marchand. Elle fait ses études au couvent de la Congrégation de Notre-Dame. Plus tard, elle écrit les poèmes « A Touching Ceremony » et  « On the Death of the Same Reverend Nun » pour honorer les religieuses et le couvent.
Elle « publia sa première poésie, à 17 ans, dans la Literary Garland, suivie de romans sérialisés de mœurs se déroulant en Angleterre, publiés chaque année de 1848 à 1851 ». Ida Beresford, son premier roman, est publié dans Garland en neuf feuillets en 1848. Le roman est salué par Susanna Moodie, qui la décrit comme « une histoire écrite avec beaucoup de puissance et de vigueur » et qui promet à son auteur « une couronne de gloire brillante ».
Le 17 juin 1851, Rosanna épouse le docteur Jean-Lucien Leprohon et part vivre avec lui à Saint-Charles-sur-Richelieu. Moins d'une année plus tard, elle est enceinte. Elle aura avoir treize enfants (dont huit ont survécu). Sa production littéraire en souffre. En 1859, même si elle est de retour à Montréal et reprend l'écriture, avec un nouveau roman, Eveleen O'Donnell, publié en série dans le magazine Boston The Pilot.
L'expérience d'être mariée à un Canadien-français et de vivre au cœur du Canada français lui a donné une perspective qui n'est pas accessible à la plupart des romanciers canadiens-anglais - une perspective qu'elle met à profit dans son prochain roman, Le Manoir de De Villerai: A Tale of Canada Under the French Dominion, publié en plusieurs fois par le Montreal Family Herald en 1859-1860. Dans ce roman, « Leprohon a utilisé un contexte canadien et décrit des événements d'une importance cruciale dans l'histoire du Canada. De plus, elle a dépeint ces événements du point de vue des Canadiens français, « quelque chose de nouveau dans la littérature canadienne-anglaise » .
Leprohon continue à écrire sur le Canada français dans ses deux romans suivants, Antoinette de Mirecourt or, Secret Marrying and Secret Sorrowing, et Armand Durand or, A Promise Fulfilled, qui sont publiés par Lovell en 1864 et 1868. « Bien que les œuvres antérieures de Leprohon aient un cadre non canadien, ces [trois] romans se déroulent au Québec et dépeignent efficacement l'histoire et la culture québécoises.
Ces trois romans canadiens « ont été bien évalués au moment de leur première publication dans la presse canadienne anglaise et française ». Une traduction française de chacun a été rapidement publiée, et les trois «ont fait partie des deux littératures canadiennes». « Le manoir de Villerai (Montréal, 1884) et la traduction française d'Armand Durand étaient encore en cours de publication au milieu des années 1920 » . « Le Manoir de Villerai (versements 1851, forme de livre 1861), fréquemment réimprimé en français, n'a pas encore paru sous forme de livre dans l'original anglais » .
Cinq des poèmes de Leprohon sont inclus dans l'anthologie d'Edward Hartley en 1864, Selections from Canadian Poets. En 1867, le dictionnaire biographique Bibliotheca Canadensis affirme qu'elle a fait « presque plus que tout autre écrivain canadien pour favoriser et promouvoir la croissance d'une littérature nationalen» .
Un autre roman, Ada Dunmore, est publié dans le Canadian Illustrated News par tranches en 1869-1870. « L'anniversaire de mariage de Clive Weston » paraît dans The Canadian Monthly and National Review en 1872. Le dernier ouvrage publié de Leprohon, « A school-girl friendship » (1877), est publié dans le Canadian Illustrated News en 1877 ».
En 1881, le rédacteur en chef du Montreal Gazette, John Reade, édite un recueil de poèmes posthumes, The Poetical Works of Mrs. Leprohon, également publié par Lovell. Un poème du volume, « A Canadian Summer Evening », est inclus dans l'anthologie de 1889 de WD Lighthall, Songs of the Great Dominion.

## Reconnaissance
Les romans de Leprohon sont populaires au Canada anglais et français à la fin du XIXe siècle et sont toujours réimprimés en français au milieu des années 1920. Ils se démodent progressivement au début du XXe siècle, à mesure que les styles littéraires changent.
« Depuis 1970, cependant », dit le Dictionary of Literary Biography, « la vie et les œuvres de Rosanna Eleanor Mullins Leprohon ont été fréquemment mentionnées et de plus en plus louées par les critiques et les érudits de la littérature canadienne anglaise et française, et de nouvelles éditions de ses œuvres ont été publiés ».

## Œuvres

### En anglais
- Antoinette de Mirecourt: Or, mariage secret et chagrin secret . Montréal: John Lovell, 1864.
  - Antoinette de Mirecourt: Or, Secret Marrying and Secret Sorrowing: Ottawa: Carleton UP, 1989.  (ISBN 0-88629-092-9)
  - Antoinette de Mirecourt: Or Secret Marrying and Secret Sorrowing. Toronto: McClelland & Stewart New Canadian Library, 2000.  (ISBN 0-7710-3469-5)

- Armand Durand: or A Promise Fulfilled. Montreal: John Lovell, 1868.
  - Armand Durand: or A Promise Fulfilled Hardcover, Ottawa: Tecumseh Press, 1994.  (ISBN 0-919662-46-3)
  - Armand Durand: or A Promise Fulfilled Softcover, Ottawa: Tecumseh Press, 1994.  (ISBN 0-919662-47-1)
- The Poetical Works of Mrs. Leprohon. 1881.

### En français
- Le manoir de Villerai. Montréal: Beauchemin, 1925[8].